# Tokat (provincie)
Tokat is een provincie in Turkije. De provincie is 9912 km² groot en heeft 598.708 inwoners (2013). De hoofdstad is het gelijknamige Tokat.

## Bestuurlijke indeling

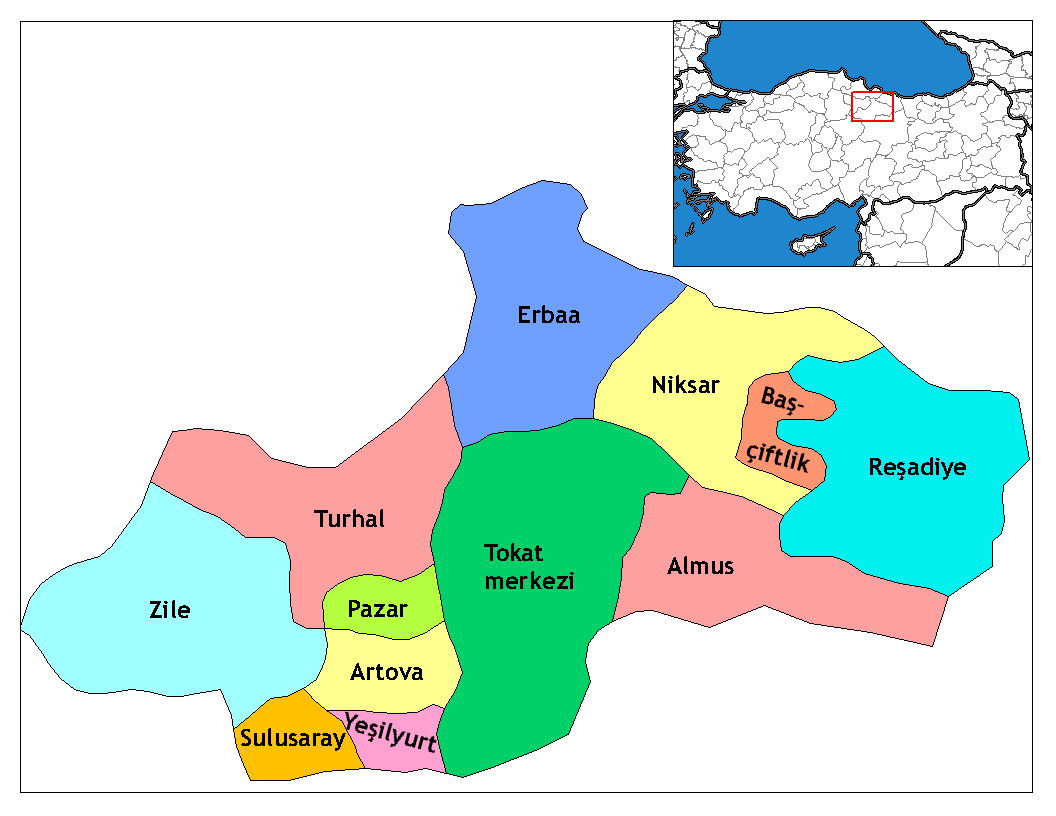
Districten van Tokat

### Districten
De provincie bestaat uit de volgende 12 districten:
| - Almus - Artova - Başçiftlik - Erbaa | - Niksar - Pazar - Reşadiye - Sulusaray | - Tokat - Turhal - Yeşilyurt - Zile |